# Europees topschutter van het seizoen 2013/14
De titel Europees topschutter van het seizoen 2013/14, ook wel bekend als de Gouden Schoen, werd gewonnen door de Portugees Cristiano Ronaldo en de Uruguayaan Luis Suárez. Het was de eerste maal dat twee spelers de Gouden Schoen wonnen. Luis Suárez won de trofee voor de eerste maal. Voor Cristiano Ronaldo was het zijn derde Gouden Schoen, na eerdere winst in de seizoenen 2007/08 en 2010/11. Met de winst was de Portugees de tweede speler die deze titel drie keer heeft gewonnen, na Lionel Messi.
Sinds het seizoen 1996/97 gaat de titel Europees topschutter van het seizoen niet meer automatisch naar de speler met de meeste doelpunten. De verschillende competities worden ingedeeld volgens de UEFA-coëfficiënten. De vijf sterkste competities (tot 1999/00 de sterkste acht) hebben een vermenigvuldigingsfactor twee. Competities 6 t/m 22 (tot 1999/00 21) factor 1,5 en de rest heeft factor 1. Daardoor kan het gebeuren dat een speler uit een zwakkere competitie meer doelpunten heeft gescoord dan de winnaar van de Gouden Schoen.

## Eindstand Gouden Schoen seizoen 2013/14
| Plaats | Speler             | Goals | Waarde | Punten | Club                |
| ------ | ------------------ | ----- | ------ | ------ | ------------------- |
| 1      | Cristiano Ronaldo  | 31    | x2     | 62.0   | Real Madrid         |
| 2      | Luis Suárez        | 31    | x2     | 62.0   | Liverpool           |
| 3      | Lionel Messi       | 28    | x2     | 56.0   | FC Barcelona        |
| 4      | Diego Costa        | 27    | x2     | 54.0   | Atlético Madrid     |
| 5      | Jonathan Soriano   | 31    | x1.5   | 46.5   | Red Bull Salzburg   |
| 6      | Ciro Immobile      | 22    | x2     | 44.0   | Torino              |
| 7      | Daniel Sturridge   | 22    | x2     | 44.0   | Liverpool           |
| 8      | Alfreð Finnbogason | 29    | x1.5   | 43.5   | sc Heerenveen       |
| 9      | Robert Lewandowski | 20    | x2     | 40.0   | Borussia Dortmund   |
| 10     | Yaya Touré         | 20    | x2     | 40.0   | Manchester City     |
| 11     | Jackson Martínez   | 20    | x2     | 40.0   | FC Porto            |
| 12     | Luca Toni          | 20    | x2     | 40.0   | Hellas Verona       |
| 13     | Zlatan Ibrahimović | 26    | x1.5   | 39.0   | Paris Saint-Germain |
| 14     | Alan               | 26    | x1.5   | 39.0   | Red Bull Salzburg   |
| 15     | Alexis Sánchez     | 19    | x2     | 38.0   | FC Barcelona        |
| 16     | Carlos Tévez       | 19    | x2     | 38.0   | Juventus            |
| 17     | Mario Mandžukić    | 18    | x2     | 36.0   | Bayern München      |
| 18     | Graziano Pellè     | 23    | x1,5   | 34.5   | Feyenoord           |
| 19     | Antonio Di Natale  | 17    | x2     | 34.0   | Udinese             |
| 20     | Karim Benzema      | 17    | x2     | 34.0   | Real Madrid         |
| 21     | Wayne Rooney       | 17    | x2     | 34.0   | Manchester United   |
| 22     | Rodrigo Palacio    | 17    | x2     | 34.0   | Internazionale      |
| 23     | Gonzalo Higuaín    | 17    | x2     | 34.0   | Napoli              |
| 24     | Sergio Agüero      | 17    | x2     | 34.0   | Manchester City     |
| 25     | Josip Drmić        | 17    | x2     | 34.0   | 1. FC Nürnberg      |
| 26     | Duje Čop           | 22    | x1.5   | 33.0   | Dinamo Zagreb       |
| 27     | Marcin Robak       | 22    | x1.5   | 33.0   | Pogoń Szczecin      |
| 28     | Hamdi Harbaoui     | 22    | x1.5   | 33.0   | KSC Lokeren         |
| 29     | Fernando Llorente  | 16    | x2     | 32.0   | Juventus            |
| 30     | Aritz Aduriz       | 16    | x2     | 32.0   | Athletic Bilbao     |

Vetgedrukt: Nederlandse en Belgische clubs en spelers.
1968/69 ·
1969/70 ·
1970/71 ·
1971/72 ·
1972/73 ·
1973/74 ·
1974/75 ·
1975/76 ·
1976/77 ·
1977/78 ·
1978/79 ·
1979/80 ·
1980/81 ·
1981/82 ·
1982/83 ·
1983/84 ·
1984/85 ·
1985/86 ·
1986/87 ·
1987/88 ·
1988/89 ·
1989/90 ·
1990/91 ·
1991/92 ·
1992/93 ·
1993/94 ·
1994/95 ·
1995/96 ·
1996/97 ·
1997/98 ·
1998/99 ·
1999/00 ·
2000/01 ·
2001/02 ·
2002/03 ·
2003/04 ·
2004/05 ·
2005/06 ·
2006/07 ·
2007/08 ·
2008/09 ·
2009/10 ·
2010/11 ·
2011/12 ·
2012/13 ·
2013/14 ·
2014/15 ·
2015/16 ·
2016/17 ·
2017/18 ·
2018/19